# Бакалович (герб)
Бакалович (пол. Bakałowicz) – шляхетський герб з нобілітації, вживаний на Поділлі.

## Опис герба
У червоному полі золотий півмісяць, над ним в андріївський хрест стріла вістрям вниз і шабля вістрям вгору. В клейноді правиця в срібних латах тримає шаблю.

## Історія
Герб дарований 1775 року військовому інженеру Яну Бакаловичу королем Станіславоам Августом, в виявлення особливого благовоління за труди зі складання чіткої карти Королівства Польського.
Герб внесений до Гербовник дворянських родів Царства Польського, частина 1, стор. 44.

## Роди
Одна сім'я гербового роду (герб власний): Бакаловичі (Bakałowicz).